# Billy Hatcher and the Giant Egg
Billy Hatcher and the Giant Egg (рус. «Билли Хэтчер и гигантское яйцо») — компьютерная игра в жанре платформера, разработанная студией Sonic Team и изданная компанией Sega для консоли GameCube осенью 2003 года. 31 мая 2006 года в Европе была выпущена портированная версия для персональных компьютеров под управлением Windows и Mac OS X.

## Игровой процесс
Billy Hatcher and the Giant Egg имеет уникальный стиль игры, который связан с большими гигантскими яйцами. Игрок управляет Билли Хэтчером, который может только двигаться и прыгать. Тем не менее, он становится сильным тогда, когда он находит яйца. Благодаря яйцам Билли может передвигаться быстрее и становиться более гибким, а также летать как Найтс из игры Nights into Dreams…. Яйца он также может бросать и класть обратно на землю.

### Яйца
Цветные яйца являются ещё одним элементом геймплея. При сборе различных фруктов, яйца будут постепенно увеличиваться в размере, пока из них не вылупятся какие-нибудь животные, бонусы или дополнительные жизни. Каждое животное может развиваться по-разному, например, некоторые существа рождаются после выполнения определённых задач.
Игроки должны опасаться врагов, так как они нападают не на Билли, а на яйцо. Если яйцо имеет достаточно много повреждений, оно разрушается и за этого не даются бонусы. Яйца могут быть «потеряны», то есть если игрок поставит его и уйдёт куда-нибудь. В таких случаях, яйца исчезнут через несколько секунд. Все собранные яйца теряются. Некоторые персонажи из других игр, например ёж Соник или Найтс могут появится в определённых яйцах.

### Уровни
Действие игры происходит на планете «Morning Land» (рус. Утренняя Страна). Планета разделена на семь этапов, шесть из которых доступны сразу, последний этап открывается после прохождения предыдущих этапов. Каждый этап состоит различных миссий, где Билли может собирать «Эмблемы Мужества» (англ. Emblems of Courage). После выполнения миссии игрок получает итоговую оценку. Всего миссий восемь, с самого начала игры доступно всего пять, остальные доступны после спасения друзей Билли: Ролли, Чика и Бэнтама.

### Совместимость сGame Boy Advance
Billy Hatcher and the Giant Egg является одной из немногих игр на GameCube, которая имеет совместимость с Game Boy Advance. Благодаря специальному кабелю «Nintendo GameCube-Game Boy Advance» игрок может играть на Game Boy Advance в мини-игры Puyo Pop, ChuChu Rocket! и Nights: Time Attack. Все мини-игры открываются после завершения определённых целей.

## Сюжет

### Персонажи
- Билли Хэтчер (англ. Billy Hatcher) — любознательный мальчик из человеческого мира, главный герой игры. Ему поручают защищать старейшин и вернуть свет на родную планету «Morning Land».
- Ролли Ролл (англ. Rolly Roll) — беззаботная девушка. Она всегда старается помочь тем, кто в беде, но иногда может быть немного легкомысленной.
- Чик Поучер (англ. Chick Poacher) — петух в бирюзовых очках. Умеет хорошо летать. Имеет самый большой гребнь на голове.
- Бэнтам Скрэмблед (англ. Bantam Scrambled) — тяжёлый и сильный друг Билли, Ролли и Чика. Остроумный, но ненавидит несправедливость. Бантам использует свои силы, чтобы помочь своим друзьям.
- Куриные старейшины — каждый регион планеты «Morning Land» управляется старейшинами, которые приносят утро в мире. Вороны захватили старейшин и запечатали их в золотые яйца.
- Вороны — монстры, планировавшие погрузить мир в вечную ночь.
- Тёмный Ворон — главный антагонист игры. Он планирует использовать гигантские яйца, чтобы удовлетворить свои желания и погрузить планету в темноту.
- Мение-Фуние (англ. Menie-Funie) — бог кур, следит за планетой. Появляется как помощник на миссиях и часто говорит игроку о том, что должно быть сделано.

### История
Действие игры происходит на вымышленной планете «Morning Land» (рус. Утренняя Страна), где живут люди, куры и петухи. Но на планету нападают злые вороны, которые похищают 6 старейшин и погружают мир в темноту. Чтобы победить злодеев, любознательный мальчик из человеческого мира Билли Хэтчер принимает решение — спасти старейшин, восстановить порядок и предотвратить распространение темноты на планете. Помогать Билли согласились его друзья.
После победы Билли над Тёмным Вороном, на планету вновь вернулся свет. После празднования победы Билли и его друзья возвращают свои костюмы цыплят и уходят в свой мир, оставив «Morning Land».

## Разработка и выход игры
Продюсер Юдзи Нака в интервью сайту IGN заявил, что яйца были выбраны в качестве главного элемента геймплея, для того чтобы игрок мог получить удовольствие от ухода за ними, а также из-за чувства ожидания «потому что вы не знаете, что вылупится из яйца». Животные были введены в игру, чтобы передать настроение приключения, в отличие от виртуальных домашних питомцев Чао из Sonic Adventure 2. GameCube была выбрана в качестве платформы в противовес конкурирующим приставкам PlayStation 2 и Xbox потому, что пользовалась большим спросом, поэтому Нака посчитал, что игра будет цениться как семейная. В Billy Hatcher and the Giant Egg используется движок, названный Юдзи Накой как «эволюционный движок Sonic Adventure 2». Игра также присутствовала на выставке Electronic Entertainment Expo, проходившей в 2003 году.
Выпуск Billy Hatcher and the Giant Egg состоялся 23 сентября 2003 года в Северной Америке, 9 октября того же года в Японии, где игра издавалась под названием Giant Egg: Billy Hatcher no Daibouken (яп. ジャイアントエッグ～ビリー・ハッチャーの大冒険～ Дзяианто Эггу Бири: Хаття: но Дайбо:кэн), и 31 октября в Европе. В 2006 году Billy Hatcher and the Giant Egg была портирована на персональные компьютерные под управлением Windows и Mac OS X и выпущена 31 мая в Европе.

## Музыка
Вся музыка в Billy Hatcher and the Giant Egg была написана композиторами Марикой Намбой и Томоей Отани. Заглавную тему игры «Chant This Charm ~Theme of Giant Egg~» исполнила Юкари Фрэш. 6 ноября 2003 года был выпущен музыкальный альбом с саундтреком игры The Original Sound Track Album Of Giant Egg ~ Music Popped Out Of The Egg (яп. ジャイアントエッグ　オリジナルサウンドトラック Дзяианто Эггу Оридзинару Саундоторакку). Он был издан Wave Master и Avex Distribution, и содержал 29 композиций.
Треки «Tumbling Xylophone», «Bossa Nova of Briny Air», «A Jack-in-the-Box!», «Volcanic Orchestra» и «Billy’s Courage» позже были использованы в игре Sonic & Sega All-Stars Racing (2010).
| №   | Название                                             | Текст песни                             | Исполнитель | Длительность |
| --- | ---------------------------------------------------- | --------------------------------------- | ----------- | ------------ |
| 1.  | «Chant This Charm ~Theme of Giant Egg~»              | Марико Намба, Томоя Отани, Кан Хасимото | Юкари Фрэш  | 5:20         |
| 2.  | «Lesson E.G.G!»                                      |                                         |             | 0:36         |
| 3.  | «G.I.A.N.T.E.G.G! ~Opening Theme~»                   |                                         |             | 3:30         |
| 4.  | «The Beginning of Adventure»                         |                                         |             | 1:45         |
| 5.  | «Tumbling Xylophone»                                 |                                         |             | 1:59         |
| 6.  | «Take Upper Fruit!»                                  |                                         |             | 1:56         |
| 7.  | «Passionate & Silent Sea»                            |                                         |             | 1:50         |
| 8.  | «Let’s Go Easy»                                      |                                         |             | 2:30         |
| 9.  | «Bossa Nova of Briny Air»                            |                                         |             | 2:00         |
| 10. | «Rumbling Blues»                                     |                                         |             | 1:38         |
| 11. | «Bony Dinosaur Dance»                                |                                         |             | 2:07         |
| 12. | «Volcanic Orchestra»                                 |                                         |             | 1:47         |
| 13. | «Bang! Bang! Big Hornes Explosion»                   |                                         |             | 5:36         |
| 14. | «Lullaby of Snow Mountain»                           |                                         |             | 2:00         |
| 15. | «Sound of Fanfare»                                   |                                         |             | 3:05         |
| 16. | «Pinball-Like Echo»                                  |                                         |             | 2:00         |
| 17. | «Odd March»                                          |                                         |             | 2:09         |
| 18. | «Pop A Parade»                                       |                                         |             | 3:10         |
| 19. | «A Jack-In-The-Box!»                                 |                                         |             | 2:27         |
| 20. | «Head for the Top»                                   |                                         |             | 1:47         |
| 21. | «Sandstorm Sitar»                                    |                                         |             | 2:20         |
| 22. | «Afternoon Desert»                                   |                                         |             | 2:16         |
| 23. | «Legendary Egg»                                      |                                         |             | 2:38         |
| 24. | «Bossy Crow»                                         |                                         |             | 2:10         |
| 25. | «Billy’s Courage»                                    |                                         |             | 3:51         |
| 26. | «Thanks for the Peaceful Today»                      |                                         |             | 2:26         |
| 27. | «A Charm»                                            |                                         |             | 0:26         |
| 28. | «Chant This Charm ~Theme of Giant Egg~ Instrumental» |                                         |             | 5:28         |
| 29. | «Hidden Track»                                       |                                         |             | 2:00         |

## Оценки и мнения
| Сводный рейтинг       | Сводный рейтинг         |
| Агрегатор             | Оценка                  |
| --------------------- | ----------------------- |
| GameRankings          | 72,43 %                 |
| Metacritic            | 71/100                  |
| MobyRank              | 72/100 (GC) 66/100 (ПК) |
| Иноязычные издания    |                         |
| Издание               | Оценка                  |
| AllGame               | [ 7 ]                   |
| CVG                   | 8,0/10                  |
| Edge                  | 7/10                    |
| EGM                   | 7,83/10                 |
| Eurogamer             | 7/10                    |
| G4                    | 3/5                     |
| Game Informer         | 7/10                    |
| GamePro               | 4,0/5                   |
| GameRevolution        | C                       |
| GameSpot              | 6,7/10                  |
| GameSpy               | [ 14 ]                  |
| GameZone              | 7,8/10                  |
| IGN                   | 7,7/10                  |
| Nintendo Power        | 4,5/5                   |
| Nintendo World Report | 8/10                    |
| PALGN                 | 4/10                    |
| Русскоязычные издания |                         |
| Издание               | Оценка                  |
| Absolute Games        | 66 %                    |
| «Страна игр»          | 6,0/10                  |

Игра получила смешанные отзывы от критиков, но в целом они были положительными. Критики хвалили геймплей, графику и музыку, но из-за отсутствия сглаживания текстур, низкой частоты кадров и глюки понизили оценку игре. GameSpot назвал игру от Sonic Team «не лучшей». Сайт IGN из недостатков отметил звук, графические и механические недостатки, но назвал игру «твёрдым платформером-головоломкой».
GameZone в своём обзоре сказал, что игра может понравиться фанатам Super Monkey Ball.

### Влияние
Хотя игра не обзавелась сиквелом, Билли Хэтчер появляется в нескольких играх серий Sonic the Hedgehog и Sega Superstars. Так, например, в Sega Superstars присутствует мини-игра по мотивам игры Billy Hatcher and the Giant Egg, где игрок с помощью камеры EyeToy и рук должен помочь Билли сокрушить врагов и собрать яйца по пути. В Sonic & Sega All-Stars Racing, Билли — играбельный персонаж.
В Sonic Riders на трассе «SEGA Carnival» Билли Хэтчер появляется в качестве камео. В сиквеле данной игры, Sonic Riders: Zero Gravity, он является полноценным игровым персонажем, у которого имеется своя собственная доска (так называемый «эйрборд»).